# Supriyono Salimin
Supriyono Salimin (Indonesia; 10 de agosto de 1981) es un exfutbolista de Indonesia que jugaba en la posición de defensa.

## Carrera

### Club
| Periodo   | Club                        |
| --------- | --------------------------- |
| 1999-2000 | PSIS Semarang               |
| 2001-2002 | PSMS Medan                  |
| 2003-2004 | Persikota Tangerang         |
| 2004      | → Persipasi Bekasi (cedido) |
| 2005–2006 | Persita Tangerang           |
| 2007      | Persmin Minahasa            |
| 2008–2009 | Persija Jakarta             |
| 2009–2010 | Persebaya Surabaya          |
| 2010–2011 | PSM Makassar                |
| 2011–2013 | Persisam Samarinda          |
| 2014–2016 | Gresik United FC            |

### Selección nacional
Jugó para Indonesia en 13 ocasiones de 2002 a 2005 sin anotar goles y estuvo en la selección que participó en la Copa Asiática 1996.